# Tales Don't Tell Themselves
Tales Don't Tell Themselves is het derde studioalbum van de Welshe rockband Funeral for a Friend. Het album werd op 14 mei 2007 uitgegeven.
Aan de uitgave van het album ging de première van een aantal video's vooraf, waarin de groep hun fans informeerde over de voortgang. Zanger Matt Davies gebruikte dezelfde microfoon als bij het debuutalbum Casually Dressed & Deep in Conversation (2003). Dit album is het eerste waarop Davies tevens gitaar speelde. Ryan Richards nam zijn drumpartijen op door eerste alle bekkens op te nemen. Daarna verving hij de normale bekkens door elektrische tijdens het opnemen van de basisdrums.
Op 13 februari 2007 werd de single "Out of Reach" uitgebracht. Het openingsnummer "Into Oblivion (Reunion)" verscheen op 7 mei 2007 als eerste single van het album.
In Japan werd een editie uitgebracht met twee bonusnummers, te weten "Rise and Fall" en "Crash and Burn (Home Demo)", die ook via iTunes verkocht werden.

## Tracklist
| 1.                 | Into Oblivion (Reunion)                   | 4:25 |
| 2.                 | The Great Wide Open                       | 3:32 |
| 3.                 | The Diary                                 | 3:40 |
| 4.                 | On a Wire                                 | 3:59 |
| 5.                 | All Hands on Deck, Part 1: Raise the Sail | 3:26 |
| 6.                 | All Hands on Deck, Part 2: Open Water     | 3:48 |
| 7.                 | Out of Reach                              | 3:34 |
| 8.                 | One for the Road                          | 4:10 |
| 9.                 | Walk Away                                 | 3:48 |
| 10.                | The Sweetest Wave                         | 6:25 |
| Totale duur: 40:15 |                                           |      |

## Bezetting
Funeral for a Friend
- Gareth Davies
- Matthew Davies
- Ryan Richards
- Kris Coombs-Roberts
- Darran Smith

Overige muzikanten
- Elizabeth Bradley - basgitaar
- Corin Long - basgitaar
- Luis Jardim - koebel, tamboerijn, percussie
- Richard Bissell - hoorn
- Richard Watkins - hoorn

Orkest
- Nick Cooper - cello
- Andrew Fuller - cello
- Anne Lines - cello
- Harry Napier - cello
- Robert Salter - viool
- Janet Atkins - altviool
- Peter Collyer - altviool
- Sue Dench - altviool
- Peter Lale - altviool
- Joan Atherton - viool
- Fenella Barton - viool
- Jayne Harris - viool
- Boguslaw Kostecki - viool
- Laura Melhuis - viool
- Ann Mordee - viool
- Liz Partridge - viool
- Katherin Shave - viool
- Juliet Snell - viool
- Clare Thompson - viool
- Emma Welton - viool
- Lianne Francis - viool

Koor (Synergy Vocals)
- Jacqueline Barron
- Andrew Butler
- Heather Cairncross
- Clarence "Frogman" Henry
- Amanda Morrison
- Gerard O'Beirne
- Helena Rathbone
- Micaela Haslam